# الجزء الكسري للأكسجين المستنشق
الجزء الكسري للأكسجين المستنشق (اختصارًا FiO2) هو الجزء المولي أو الحجمي للأكسجين الموجود في الغاز المُستنشق الذي يُزود به المرضى الذين يعانون من صعوبة في التنفس، حيث يرتفع فيه نسبة الأكسجين عن الغلاف الجوي، حيث أن الهواء الطبيعي يحتوي على 21% أكسجين، ومن ثَم يكون الجزء الكسري له 0.21. أما في الغاز المُستنشق فيُمكن للنسبة الكسرية للأكسجين أن تكون أعلى من هذه النسبة، وقد تصل إلى 1.00 وهو ما يعني 100٪، لكن يُبقيها الأطباء غالبا أقل من 0.5، وخصوصا مع التهوية الميكانيكية، وذلك لتجنب التسمم بالأكسجين.